# Methesis brevitarsa
Methesis brevitarsa är en spindelart som beskrevs av Lodovico di Caporiacco 1954. Methesis brevitarsa ingår i släktet Methesis och familjen flinkspindlar.
Artens utbredningsområde är Franska Guyana. Inga underarter finns listade i Catalogue of Life.